# 南緯28度線
南緯28度線（なんい28どせん）は、地球の赤道面より南に地理緯度にして28度の角度を成す緯線。大西洋、南部アフリカ、インド洋、オーストララシア、太平洋、南アメリカを通過する。
この緯度の下では、夏至点時の可照時間は13時間55分であり、冬至点時の可照時間は10時間22分である。

## 通過する地域一覧
南緯28度線は、本初子午線から東に向かって以下の場所を通っている。
| 地理座標                                               | 国土・領土・領海 | 備考                                                                                                   |
| ------------------------------------------------------ | ---------------- | --- |
| 南緯28度0分 東経0度0分 / 南緯28.000度 東経0.000度      | 大西洋           | |
| 南緯28度0分 東経15度42分 / 南緯28.000度 東経15.700度   | ナミビア         | |
| 南緯28度0分 東経20度0分 / 南緯28.000度 東経20.000度    | 南アフリカ共和国 | 北ケープ州 北西州 - 約15km 北ケープ州 - 約25km 北西州 - 約21km フリーステイト州 クワズール・ナタール州 |
| 南緯28度0分 東経32度35分 / 南緯28.000度 東経32.583度   | インド洋         | |
| 南緯28度0分 東経114度8分 / 南緯28.000度 東経114.133度  | オーストラリア   | 西オーストラリア州 南オーストラリア州 クイーンズランド州                                               |
| 南緯28度0分 東経153度26分 / 南緯28.000度 東経153.433度 | 太平洋           | マロチリ岩礁（ フランス領ポリネシア）のちょうど南を通過。                                              |
| 南緯28度0分 西経71度9分 / 南緯28.000度 西経71.150度    | チリ             | |
| 南緯28度0分 西経69度15分 / 南緯28.000度 西経69.250度   | アルゼンチン     | チャコ州とサンタフェ州の州境を定義付ける緯線となっている。                                             |
| 南緯28度0分 西経55度23分 / 南緯28.000度 西経55.383度   | ブラジル         | リオグランデ・ド・スル州 サンタカタリーナ州                                                            |
| 南緯28度0分 西経48度38分 / 南緯28.000度 西経48.633度   | 大西洋           | |